# Dénomination commune internationale
Pour les articles homonymes, voir DCI.
Une dénomination commune internationale (DCI) (en anglais, International Nonproprietary Name (INN)) est un nom officiel, générique et non commercial donné à un médicament ou à une substance unique à visée médicamenteuse bien définie (principe actif). Les DCI ont pour but de rendre la communication plus précise en fournissant un nom standard unique pour chaque principe actif, afin d'éviter les erreurs de prescription.  Le système des DCI est coordiné par l'Organisation Mondiale de la Santé (OMS) depuis 1953.
Il est important de disposer de noms standard définissant sans ambiguïté chaque principe actif (normalisation de la nomenclature des médicaments), car un médicament peut être vendu sous plusieurs noms de marque différents, ou un nom de marque de médicament peut contenir plus d'un principe actif.
La DCI de chaque principe actif est unique, mais  peut contenir un suffixe commun à d'autres principes actifs de la même classe appelé segment-clé. Par exemple, les bêtabloquants propranolol et aténolol partagent le suffixe -olol, et les benzodiazépines lorazépam et diazépam partagent le suffixe -azépam.
L'OMS publie les DCI en anglais, latin, français, russe, espagnol, arabe et chinois. Les DCI d'un médicament sont souvent identiques dans la plupart ou la totalité de ces langues, avec des différences mineures d'orthographe ou de prononciation, par exemple: ibuprofen (en), ibuprofenum (la), ibuprofène (fr) et ибупрофен (ru). Une DCI établie est appelée DCI recommandée (rINN), tandis qu'un nom encore à l'étude est appelé DCI proposée (pINN).
Les dénominations nationales non propriétaires telles que les British Approved Names (BAN), les Dénominations Communes Françaises (DCF), les Japanese Adopted Names (JAN) et les United States Adopted Names (USAN) sont aujourd'hui, avec de rares exceptions, identiques à la DCI.
Les principes actifs appartenant à la même classe thérapeutique ou chimique sont généralement désignés par le même segment-clé. Ces segments-clés sont le plus souvent placés en fin de mot, mais dans certains cas, des segments-clés sont utilisées en préfixe ou en infixe. Ils sont associés à une définition décrivant leur action pharmacologique ou des éléments de leur structure chimique. Ces segments-clés sont rassemblés dans une publication en anglais : « Use of stems in the selection of International Nonproprietary Names (INN) for pharmaceutical substances » plus communément appelée le « Stem Book.
Voici quelques exemples de segment-clé :
- -anib pour les inhibiteurs de l'angiogenèse (pazopanib par exemple)
- -ansérine pour les antagonistes des récepteurs de la sérotonine, en particulier les antagonistes 5-HT2 (par exemple miansérine)
- -arit pour les agents antiarthritiques (par exemple lobenzarit)
- -ase pour les enzymes (par exemple, altéplase)
- -azépam ou -azolam pour les benzodiazépines (par exemple diazépam et alprazolam)
- -caïne pour les anesthésiques locaux (par exemple procaïne)
- -coxib pour les inhibiteurs sélectifs de la cyclo-oxygénase-2 (COX-2), un médicament anti-inflammatoire (par exemple, célécoxib).
- -mab pour les anticorps monoclonaux (par exemple infliximab) ; mais ce segment clé ayant été beaucoup utiisé d’autres segments clés sont désormais utilisés pour les anticorps monoclonaux (voir  Nomenclature of monoclonal antibodies)
- -nab- pour les agonistes des récepteurs  cannabinoïdes (par exemple, le cannabidiol)
- -olol pour les bêtabloquants (par exemple aténolol)
- -pril pour les inhibiteurs de l’enzyme de conversion de l’angiotensine (IEC) (par exemple captopril)
- -sartan pour les antagonistes des récepteurs de l'angiotensine II (par exemple, losartan)
- -tinib pour les inhibiteurs des tyrosine kinases (par exemple imatinib)
- -vastatine pour les inhibiteurs de la hydroxyméthylglutaryl (HMG)-CoA réductase, un groupe d'agents hypocholestérolémiants (par exemple, la simvastatine et l’atorvastatine)
- -vir pour les antiviraux (par exemple l’aciclovir ou le ritonavir)

## L'école des DCI
L'école des DCI est une initiative du programme de l'OMS sur les dénominations communes internationales lancée en 2019, qui vise à fournir des informations aux étudiants en pharmacie et en médecine, ainsi qu'aux professionnels de santé ou à toutes personne intéressée, sur la manière de concevoir les DCI et sur leurs utilisations,.
Les utilisateurs peuvent suivre des cours auto-administrés sur différents sujets. Par exemple, le cours « Introduction à la nomenclature des médicaments et aux DCI » donne une vue générale de la nomenclature des médicaments et de la façon dont les DCI sont construites et obtenues. Le cours « Apprendre la pharmacologie clinique (classification ATC, système DCI) » propose l’apprentissage des premières étapes de la pharmacologie clinique à l'aide des segments-clés des DCI.
Les étudiants inscrits l’école des DCI peuvent bénéficier de nombreux autres cours, tels que ceux dénommés « Stem in a pill », où chaque document contient des informations qui mettent en corrélation la DCI et la pharmacologie y compris les indications, le mécanisme d'action, la pharmacocinétique, les contre-indications, les interactions médicamenteuses, etc, pour les médicaments qui partagent le même segment clé.
Il existe également une section « How to... » sur les services du programme INN et MedNet INN, qui permet de rechercher dans la base de données des informations sur les DCI, leurs informations chimiques, les codes ATC, …
L'école des DCI a mis en place des centres pilotes en collaboration avec plusieurs universités dans le monde : Université du Cap-Occidental (Afrique du Sud), Université du Piémont oriental « Amedeo-Avogadro » (Italie), Université Grenoble Alpes (France) et Université Ramon Lull et Université d'Alcalá de Henares (Espagne). Ces centres pilotes participent à la diffusion de l'utilisation des DCI, à l'enseignement basé sur les DCI et aux activités de recherche sur le DCI

## État de la réglementation en France
La directive 92/27/CEE recommande  l’usage des DCI pour l’ensemble des pays de l’Union européenne. Depuis le 5 juin 2002, les médecins généralistes sont tenus de rédiger 25 % des lignes de leurs prescriptions en dénomination commune internationale (DCI) [réf. souhaitée].
Il est obligatoire depuis le 1er janvier 2015 pour les logiciels de prescription médicale et lors de toute prescription d'une spécialité pharmaceutique pour tout prescripteur de mentionner ses principes actifs désignés par leur dénomination commune internationale (DCI) recommandée par l'Organisation mondiale de la santé ou, à défaut, leur dénomination dans la pharmacopée,,,.